# Biểu tình chống cắt giảm chi tiêu ở Luân Đôn 2011

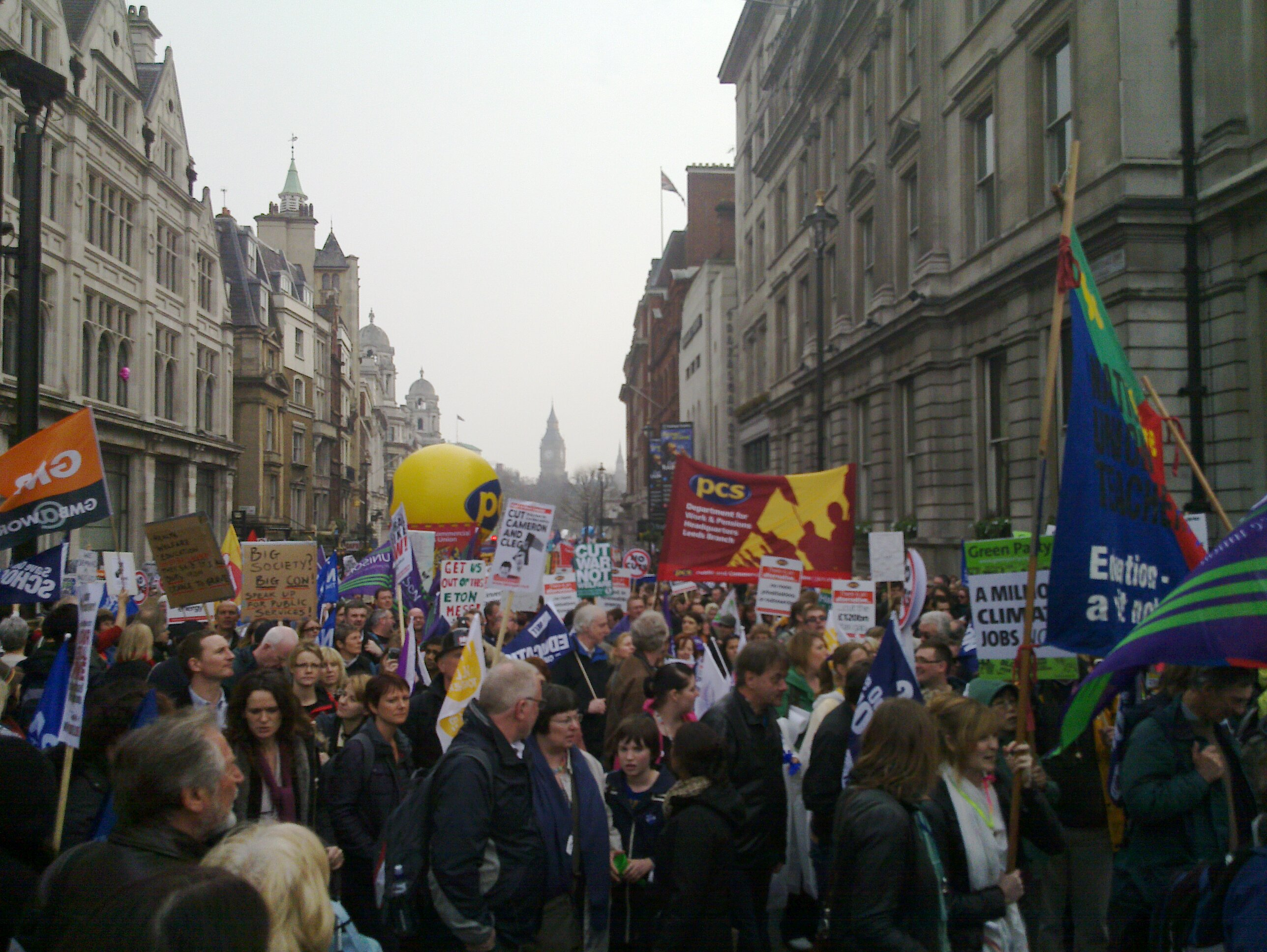
Người biểu tình tuần hành dọc Whitehall

Các cuộc biểu tình năm 2011 chống cắt giảm chi tiêu của chính phủ tại London, cũng được gọi là Tuần hành vì giải pháp thay thế, là một cuộc biểu tình được tổ chức tại trung tâm London vào ngày 26 tháng 3 năm 2011. Được tổ chức bởi Hiệp hội các nghiệp đoàn, đó là một cuộc biểu tình chống lại việc cắt giảm chi tiêu công theo kế hoạch của chính phủ liên minh Bảo thủ-Tự do Dân chủ đã được thành lập tháng 5 năm 2010. Chính phủ của thủ tướng David Camreron đã đề ra kế hoạch cắt giảm ngân sách hơn 90 tỷ euro từ năm 2011 đến năm 2015, chủ yếu bằng việc không tăng lương cho công chức và xóa bỏ hơn 300.000 việc làm trong khu vực công. Các bộ trưởng nói việc cắt giảm là cần thiết, nhằm khắc phục tài chính công, và nói những người chỉ trích hãy đưa ra một giải pháp thay thế.
Nhiều nguồn ước tính rằng cuộc biểu tình có sự tham dự của khoảng từ 250.000 đến 500.000 người.. Nó đã được mô tả như là các cuộc biểu tình lớn nhất trong nước từ 15 tháng 2 năm 2003 phản đối chiến tranh Iraq 2003.
Bắt đầu từ Thames Embankment, người biểu tình tuần hành xuống Hyde Park, nơi một cuộc biểu tình diễn ra, nơi tổng thư ký Hiệp hội các nghiệp đoàn Brendan Barber Tổng thư ký và lãnh đạo Đảng Lao động Anh Ed Miliband phát biểu với đám đông người biểu tình.
Một số nhóm biểu tình độc lập di chuyển từ phía bắc tiếp tục tuần hành chính vào phố Soho và Oxford, nơi các cửa hàng và các ngân hàng bị phá hoại và một số cá nhân đã đụng độ với cảnh sát. cuộc đụng độ khác được báo cáo sau đó tại Quảng trường Trafalgar. 201 người đã bị bắt, và 66 người bị thương, bao gồm 31 sĩ quan cảnh sát.

## Bối cảnh
Vào tháng 5 năm 2010, cuộc tổng tuyển cử ở Vương quốc Anh có kết quả quốc hội treo. Đảng Bảo thủ trung hữu và Đảng dân chủ tự do đã thỏa thuận thành lập một chính phủ liên minh. Nhà lãnh đạo Đảng Bảo thủ David Cameron trở thành Thủ tướng và lãnh đạo đảng Dân chủ Tự do Nick Clegg đã trở thành Phó Thủ tướng.
Chính phủ lên kế hoạch để làm chậm lại tiến trình tỷ lệ chi tiêu công, cho rằng nó là cần thiết để chuyển đổi nợ thâm hụt ngân sách quốc gia. Nghiệp đoàn lập luận rằng việc cắt giảm chi tiêu hoàn toàn không cần thiết, là một sản phẩm của ý thức hệ của chính phủ cánh hữu hơn là nhu cầu thực tế. 
Cuộc tuần hành diễn ra 4 tháng sau các cuộc biểu tình sinh viên 2010 mà tập trung vào việc cắt giảm và thay đổi cho giáo dục đại học và sau đại học, cuộc biểu tình này bị lu mờ bởi bạo lực.